# ヨハンナ・グズルン・ヨンスドッティル
ヨハンナ・グズルン・ヨンスドッティル（Jóhanna Guðrún Jónsdóttir, 1990年10月16日 - ）は、デンマーク生まれアイスランド出身の歌手。主にYohanna（同じくヨハンナの読み）の表記で知られる。ロシア・モスクワで行われたユーロビジョン・ソング・コンテスト2009に国を代表して出場し、決勝戦を218点で2位を獲得した。

## ディスコグラフィ

### アルバム
- Butterflies and Elvis （2008年、Warner Music Sweden）

### シングル
- "Is It True?" （2009年、Butterflies and Elvis収録）
- "I Miss You" （2009年、Butterflies and Elvis収録）
- "Nótt" (Night) （2011年、アルバム未収録）
- "Really Over"	（2011年、Butterflies and Elvis収録）
- "Indian Rope Trick" （2012年、Butterflies and Elvis収録）
- "Coming Home" （2012年、アルバム未収録）
- "Þú" (You) （2013年、アルバム未収録）